# Sinacosa nangunheensis
Espèce
Sinacosa nangunheensis est une espèce d'araignées aranéomorphes de la famille des Lycosidae.

## Distribution
Cette espèce est endémique du Yunnan en Chine,. Elle se rencontre dans le xian de Cangyuan.

## Description
Le mâle holotype mesure 9,92 mm et la femelle paratype 9,42 mm.

## Systématique et taxinomie
Cette espèce a été décrite par Wang, Yang et Zhang en 2025.

## Étymologie
Son nom d'espèce, composé de nangunhe et du suffixe latin -ensis, « qui vit dans, qui habite », lui a été donné en référence au lieu de sa découverte, la réserve naturelle de Nangunhe.

## Publication originale
- Wang, Yang & Zhang, 2025 : « The second trapdoor-building species of wolf spider from China (Araneae, Lycosidae. » Acta Arachnologica Sinica, vol. 34, no 1, p. 28-32.